# Captain Carey, U.S.A.
Captain Carey, U.S.A. é um filme estadunidense de 1950, do gênero drama de espionagem, dirigido por Mitchell Leisen e estrelado por Alan Ladd e Wanda Hendrix.
O grande trunfo do filme, e um dos motivos de seu sucesso junto ao público, é a canção-tema Mona Lisa, composta por Jay Livingston e Ray Evans, cantada por Nat King Cole. Além de dar aos autores seu segundo Oscar de Melhor Canção (o primeiro foi por Buttons and Bows, de The Paleface), a música tornou-se conhecida em todo o mundo.
Em 1946, Ladd estrelara O.S.S., filme com o qual Captain Carey, U.S.A. tem pontos de contato: enquanto este mostra um ex-agente à procura do traidor de uma equipe da OSS, aquele conta a história fictícia da primeira missão da agência de espionagem que deu origem à CIA.

## Sinopse
Após a Segunda Guerra Mundial, o capitão Webster Carey retorna à vila Orta, próxima a Milão, para descobrir quem traiu uma unidade da OSS em 1944, o que ocasionou a morte de vários agentes, de sua amada Julie, e de moradores da região. Entretanto, ele descobre que Julie não só está viva, como também encontra-se casada com o influente Barão Rocco de Graffi. Além disso, os habitantes do lugar mostram-se surpreendentemente agressivos e pouco dispostos a cooperar. Ainda assim, o capitão persevera em seu objetivo.

## Elenco
| Ator/Atriz      | Personagem                   |
| --------------- | ---------------------------- |
| Alan Ladd       | Capitão Webster Carey        |
| Wanda Hendrix   | Baronesa Giulia de Graffi    |
| Francis Lederer | Barão Rocco de Graffi        |
| Joseph Calleia  | Doutor Lunati                |
| Celia Lovsky    | Condessa Francesca de Cresci |
| Richard Avonde  | Conde Carlo de Cresci        |
| Frank Puglia    | Luigi                        |
| Luis Alberni    | Sandro                       |
| Angela Clarke   | Serafina                     |
| Russ Tamblyn    | Pietro                       |

## Principais premiações
| Prêmio | Categoria     | Situação |
| ------ | ------------- | -------- |
| Oscar  | Melhor Canção | Vencedor |